# Іваницький Олексій Михайлович
Олексій Михайлович Іваницький (нар. 1854, Бєлгород — пом. грудень 1920, садиба Багреєвка, околиця Ялти) — фотохудожник, діяч української та російської культури кінця XIX — початку XX ст., дійсний член Російського фотографічного товариства (з 1905), член музейної комісії Харківського художньо-промислового музею (1892–95). Нагороджений медалями російських та міжнародних фотовиставок. Широку популярність отримав завдяки серії фотографій з місця аварії імператорського поїзда Олександра III 17 (29) жовтня 1888 біля станції Борки під Харковом.

## Біографія і творчість
Олексій Михайлович був спадкоємцем давнього роду, Іваницькі, відомі за подіями XIV ст. у Волинському князівстві, були руськими шляхтичами, пізніше на службі польській та російській монархіям. Рід Іваницьких представлений в родоводах Волинської, Подільської, Мінської, Чернігівської та Київської губерній.
Майбутній фотохудожник народився 1854 року в місті Бєлгороді Курської губернії в сім'ї відставного майора Михайла Миколайовича Іваницького. Олексій рано залишився без батьків, його прийняла під опіку сестра Ангеліна, яка жила у Харкові. Хлопець навчався у 2-й харківській гімназії, але після 4-го класу змушений був залишити навчання та самостійно заробляти на життя. Він став учнем у харківському фотоательє Юліуса Глентцнера. Вже в юнацькі роки у нього виявився неабиякий талант фотохудожника та ділові якості підприємця. У 1882 він викупив харківську та білгородську фотомайстерні Ю. Глентцнера та отримав дозвіл на відкриття фотоательє.
1884 року О.М. Іваницький разом із художником Сергієм Васильківським, з яким потоваришував у гімназії, та істориком Дмитром Яворницьким здійснив поїздку місцями, де в XV—XVIII століттях знаходилася Запорізька Січ. В іще одну експедицію друзі вирушили 1886 року. У 1928 Яворницький у Харкові опублікував альбом «Дніпрові пороги», фотографії, вміщені в ньому без вказівки авторства, на думку ряду джерел, належать Олексію Іваницькому.
1888 році Олексій Михайлович поблизу станції Бірки, під Харковом зробив серію фотографій з місця аварії поїзда, на якому з Криму в Санкт-Петербург повертався імператор Олександр III з сім'єю. У 1889 році Іваницький передав Російському музею Імператора Олександра III у Санкт-Петербурзі альбом із десятьма фотографіями з циклу «Аварія царського потяга» (рос.: Крушение Царского поезда) та церемонії освячення храму Христа — Спасителя в селі Борки. Репортаж високо оцінив Олександр III. Він подарував фотографу перстень з діамантами та ділянку 25 десятин землі поблизу міста Змієва на березі Сіверського Дінця, де згодом було збудовано будинок з мезоніном. У будинку Іваницьких біля села Гайдари Зміївського повіту побувало багато знаменитостей: Федір Шаляпін, С. Васильківський, Микола Самокиш, Зінаїда Серебрякова. Гості маєтку та інші діячі української та російської культур стали героями багатьох фотографій Іваницького. Він є автором кількох фоторепортажів із життя царської сім'ї, поштових листівок із краєвидами Харкова і Бєлгорода, «Український театр. Актори Тобілевичі», «Фотоальбому до 100-річчя Харківського університету» (Х., 1905). Крім роботи у власному фотоательє, працював фотокореспондентом газети Южний край. Був членом Харківського літературно-художнього гуртка, його скарбником.

Як зазначила завідувачка відділу науково-освітньої роботи Харківського художнього музею Ірина Сидельова:
Фотороботи Іваницького вирізняються високою якістю виконання, оригінальністю композицій, новаторськими знахідками (фотоколаж, фотомонтаж, великоформатні фотопортрети).
Влітку 1919 року дружина та дочка Олексія Іваницького відпочивали у Місхорі в Криму. На початку осені О.М. Іваницький поїхав забрати сім'ю, але не зміг дістатися Місхору. Він влаштувався на роботу фотографом в Акмесджиті (Сімферополі), мабуть, сподіваючись пізніше зустрітися з рідними. З листопада 1920 року, після остаточного встановлення радянської влади на території Криму, розпочався червоний терор — фізичне знищення «класових ворогів». Олексія Михайловича заарештували та за рішенням надзвичайної трійки ударної групи управління спеціальних відділів Південно-Західного фронту розстріляли (в списку за номером 257) 7 грудня 1920 року в садибі Багреєвка (передмістя Ялти). Резолюція одного з членів надзвичайної трійки, Е. Удріса на анкеті Олексія Іваницького, заповненої ним у грудні 1920 року у Сімферопольській в'язниці: «Дворянин, утік із Харкова. Розстріляти».

## Родина

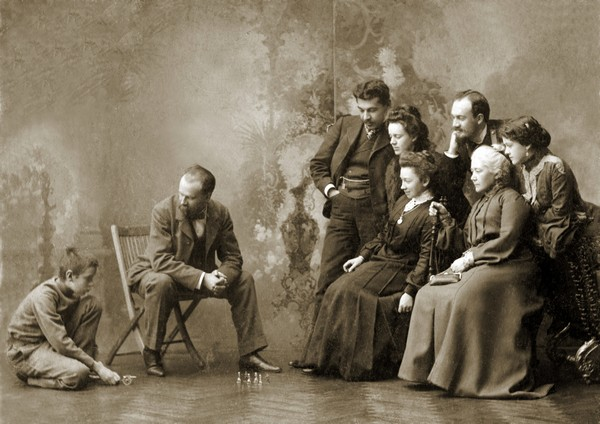
Сім'я Іваницьких: Олександр Олексійович, Олексій Михайлович, Яків Іванович Коврига (чоловік Зінаїди), Зінаїда Олексіївна, Євгенія Євгенівна (урод. Головинська, перша дружина Вадима), Вадим Олексійович, Анастасія Василівна (урод. Гладка), Ніна Олексіївна. (1899)
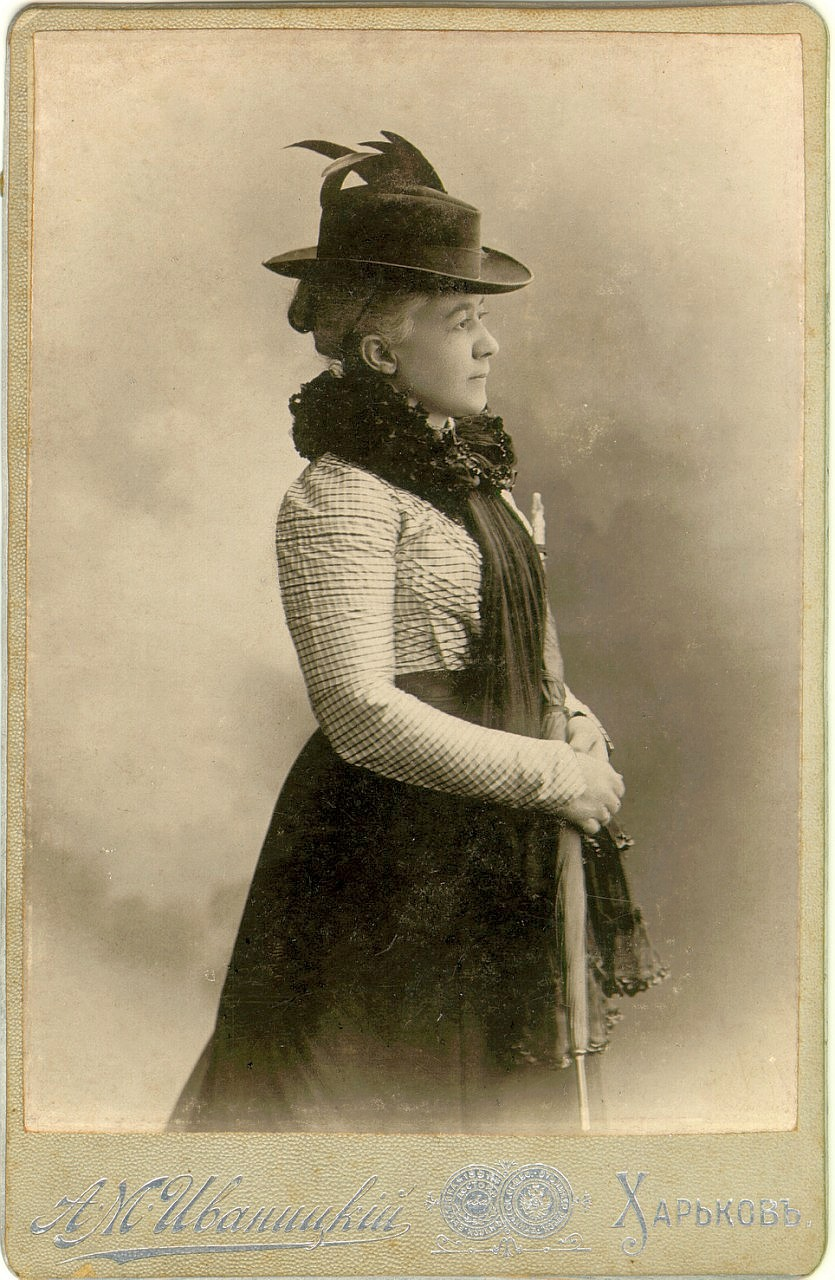
Анастасія Василівна Іваницька (Гладка)
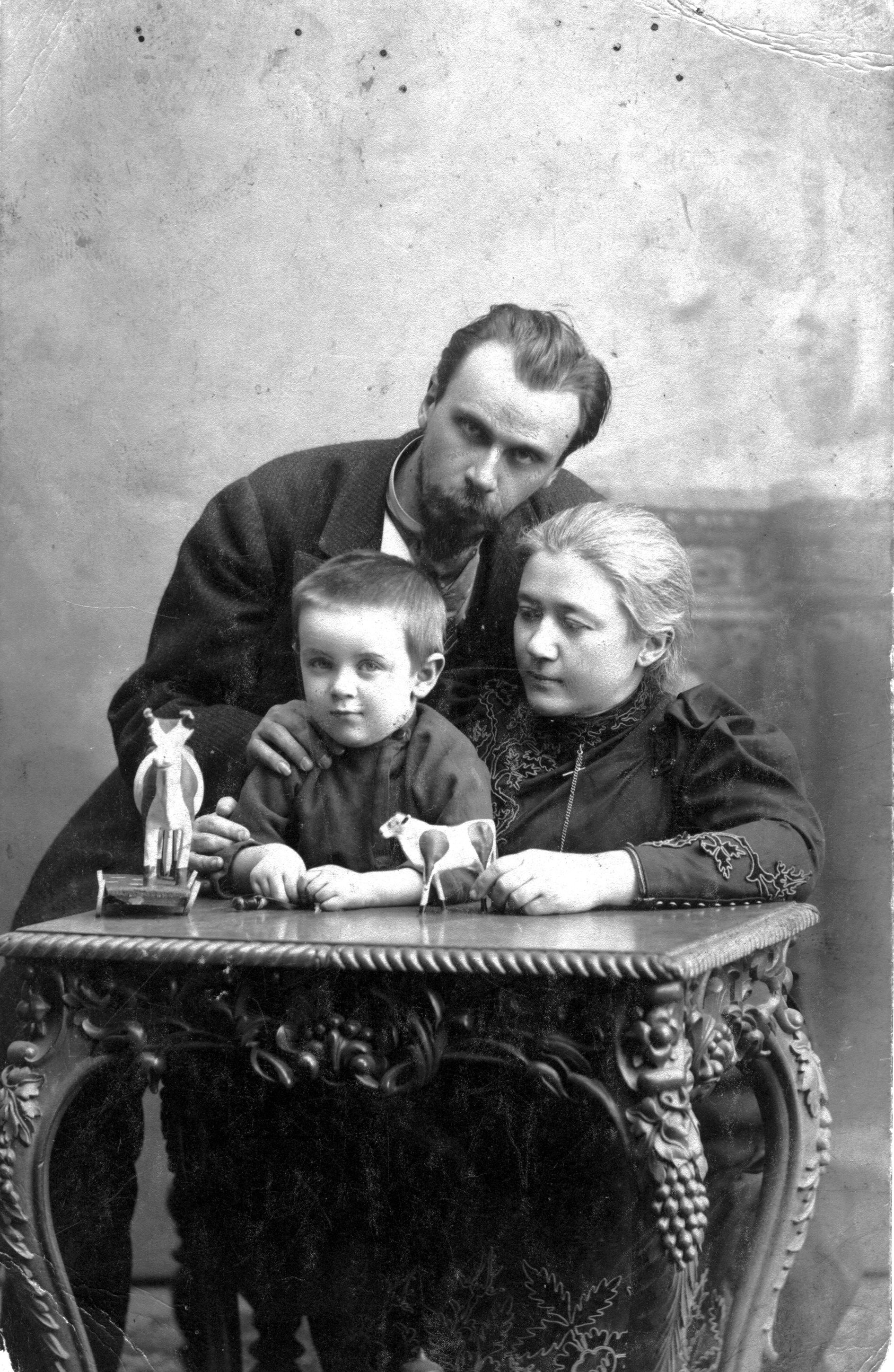
Олексій Михайлович та Анастасія Василівна Іваницькі із сином Олександром
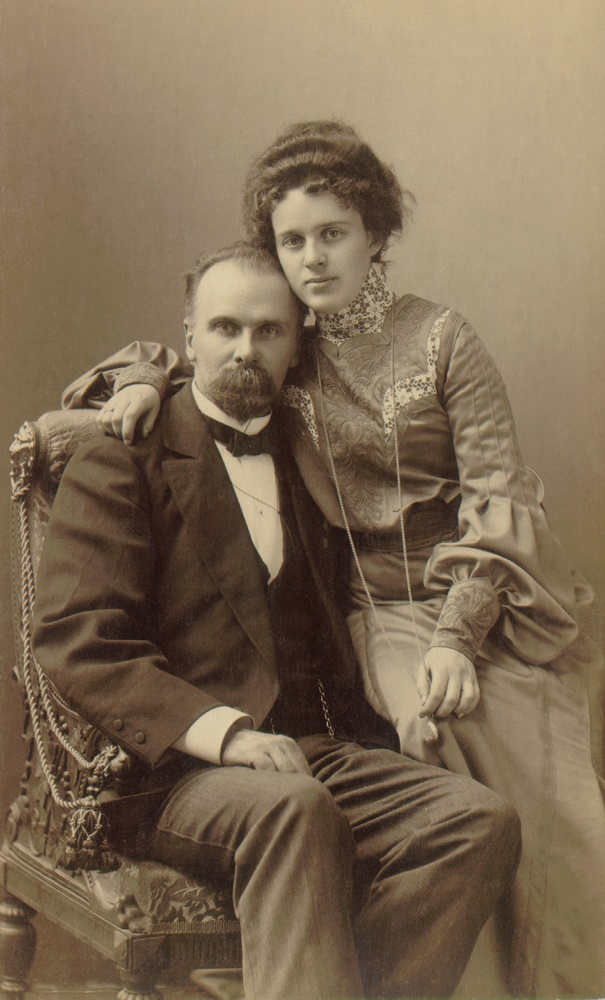
Олексій Михайлович із дочкою Зінаїдою
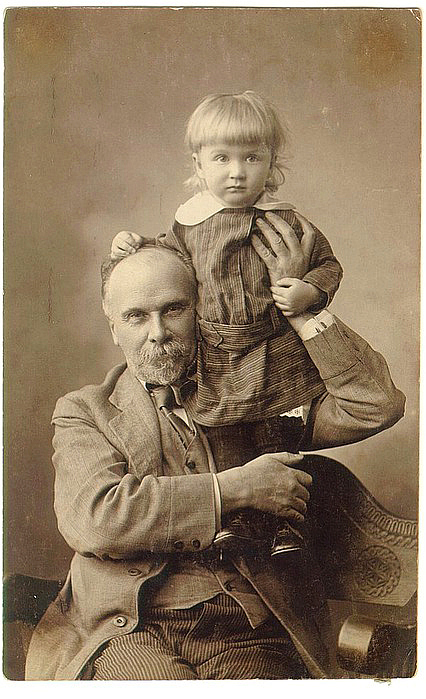
Олексій Михайлович Іваницький з онукою Іриною Вадимівною
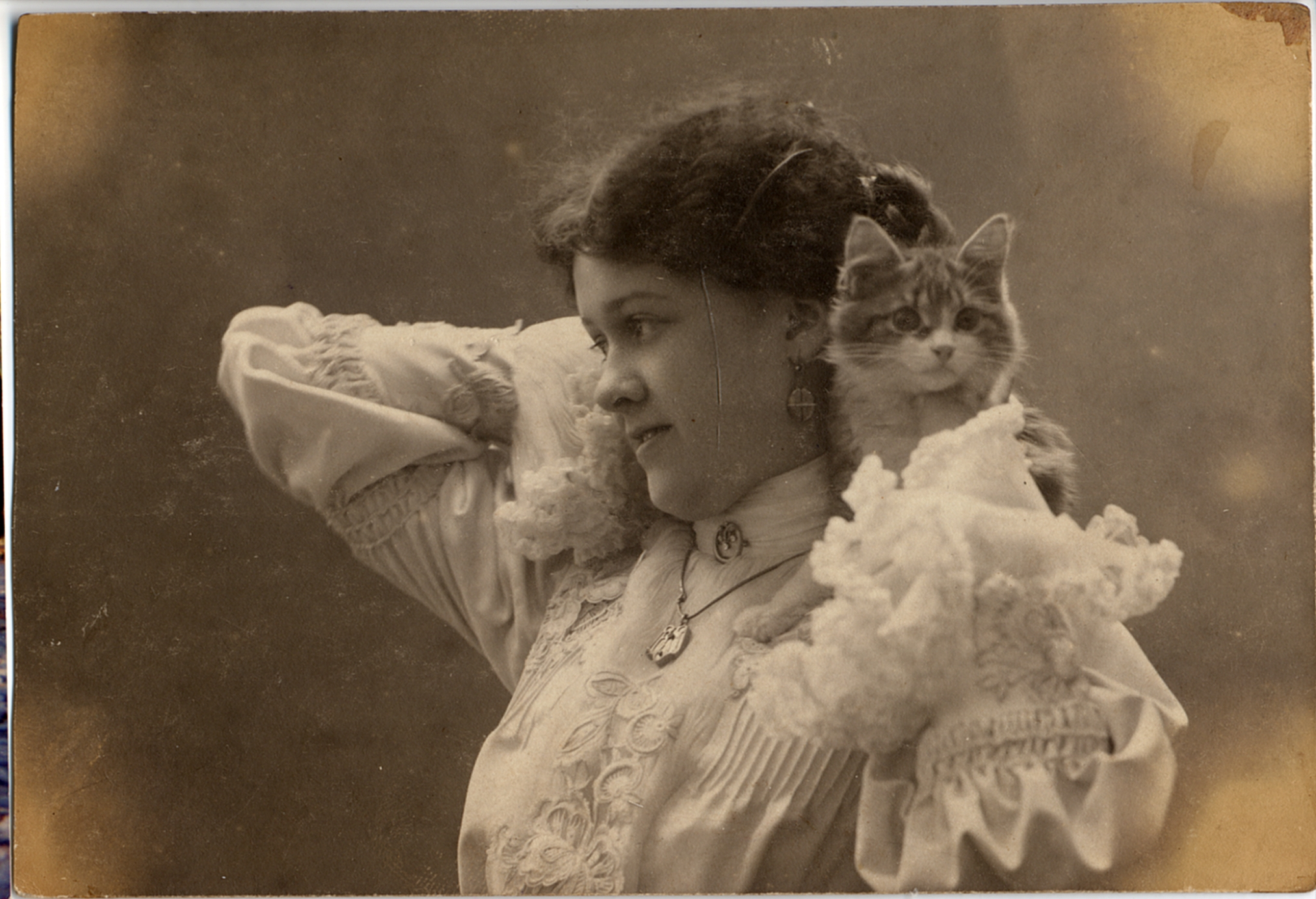
Ніна Олексіївна Іваницька
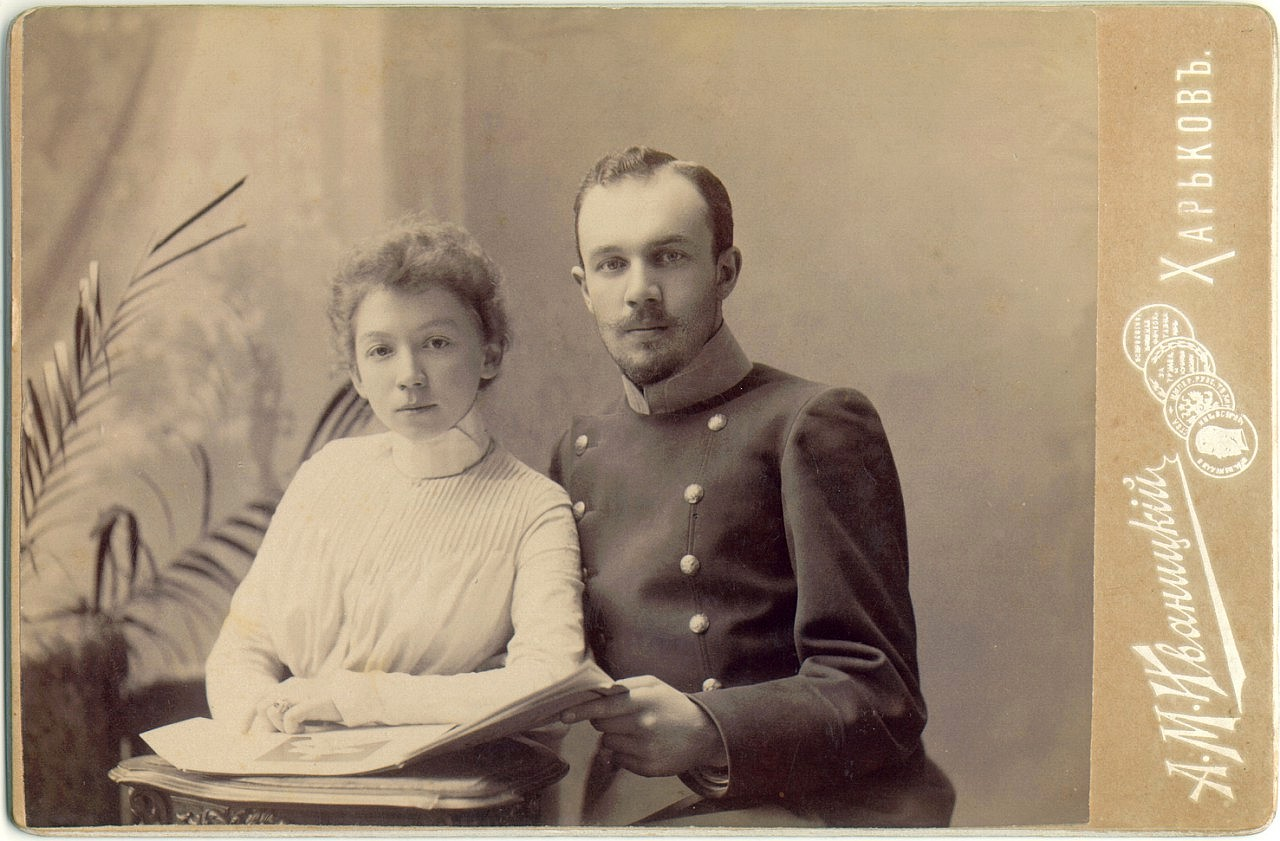
Вадим Олексійович Іваницький з першою дружиною Євгенією Євгенівною Головинською
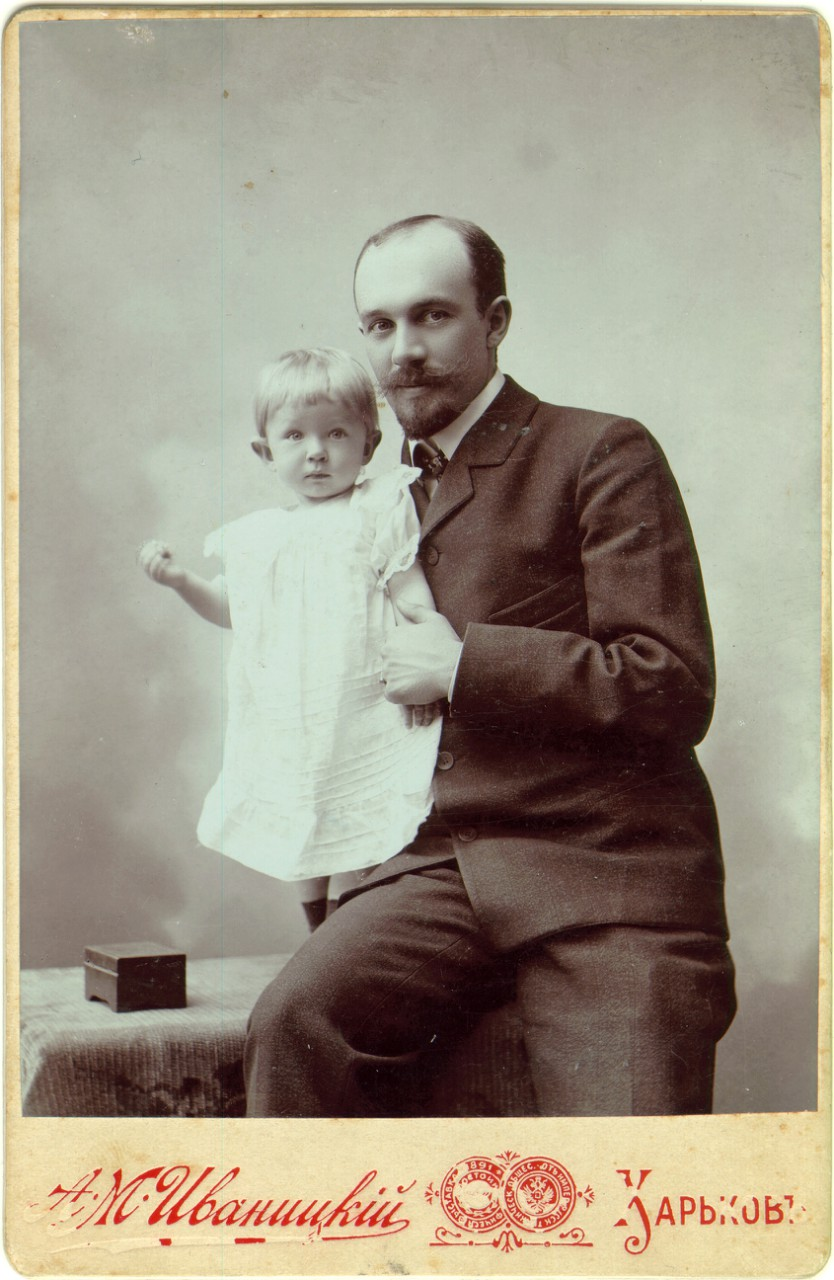
Вадим Олексійович Іваницький із дочкою Христиною
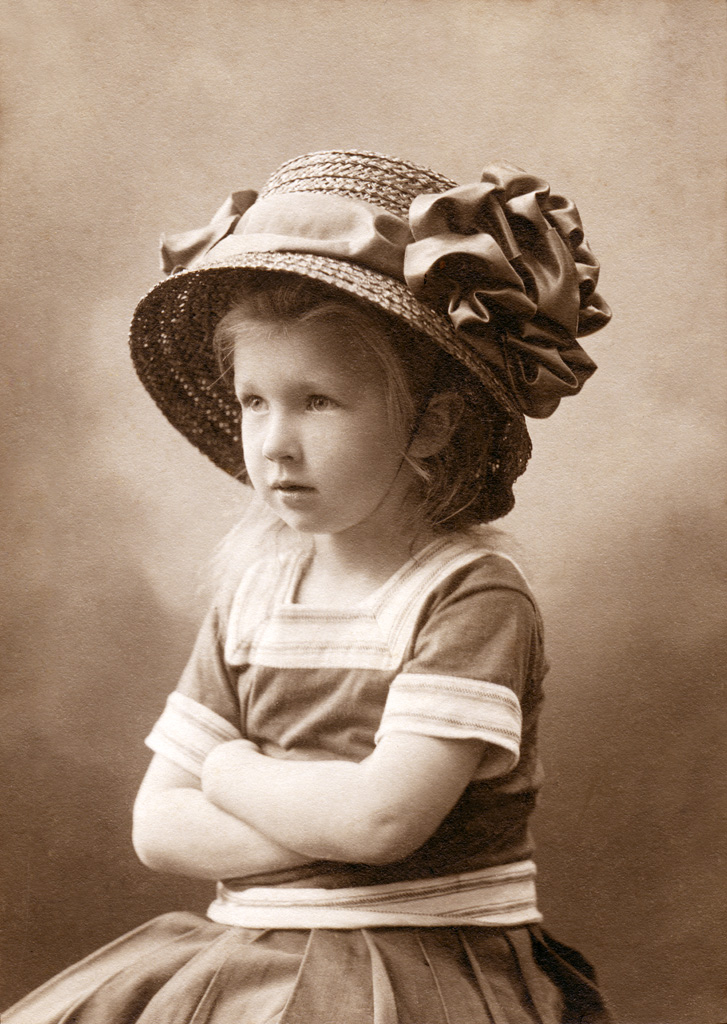
Христина Вадимівна Іваницька (1911)
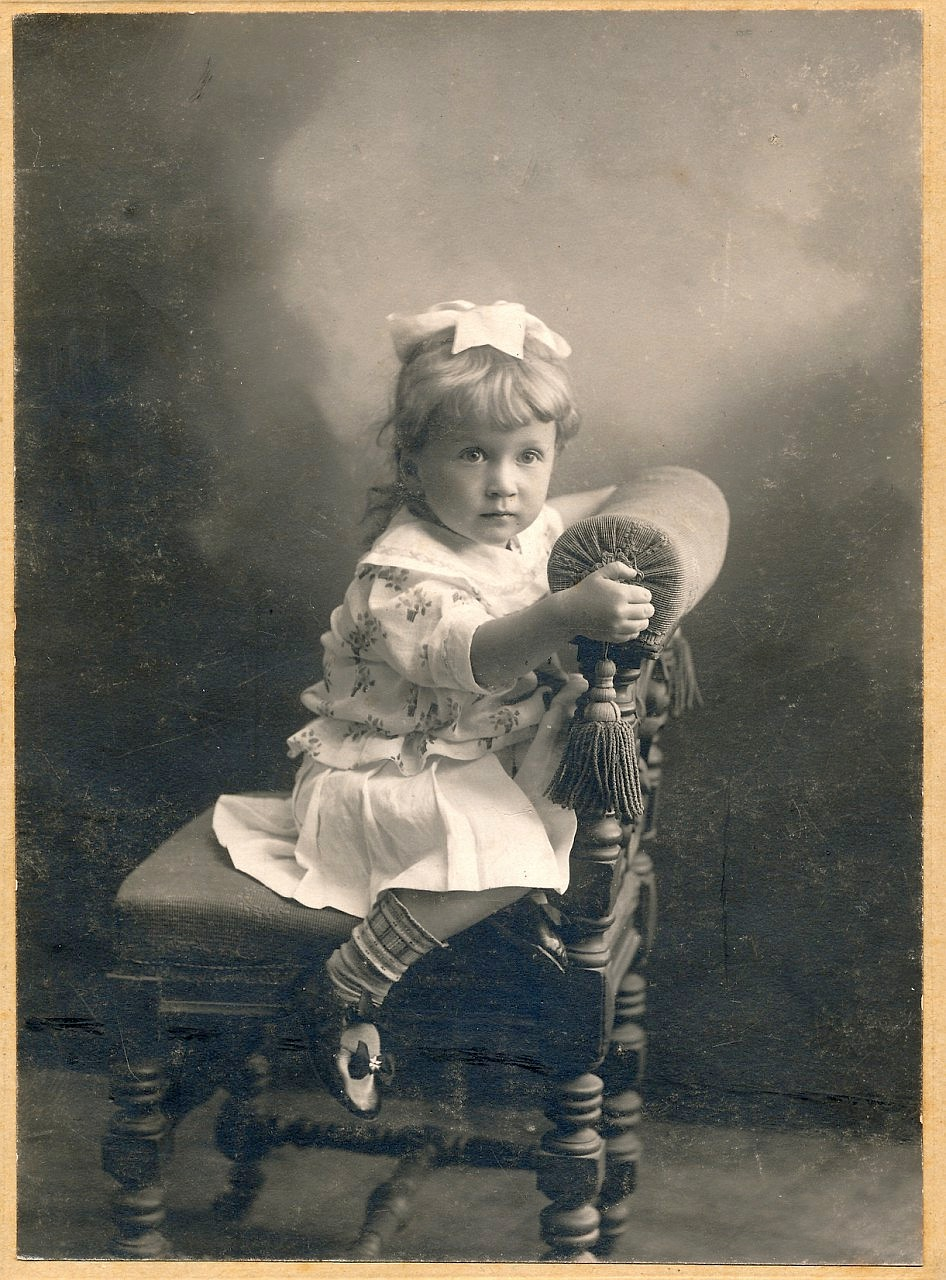
Ірина Вадимівна Іваницька
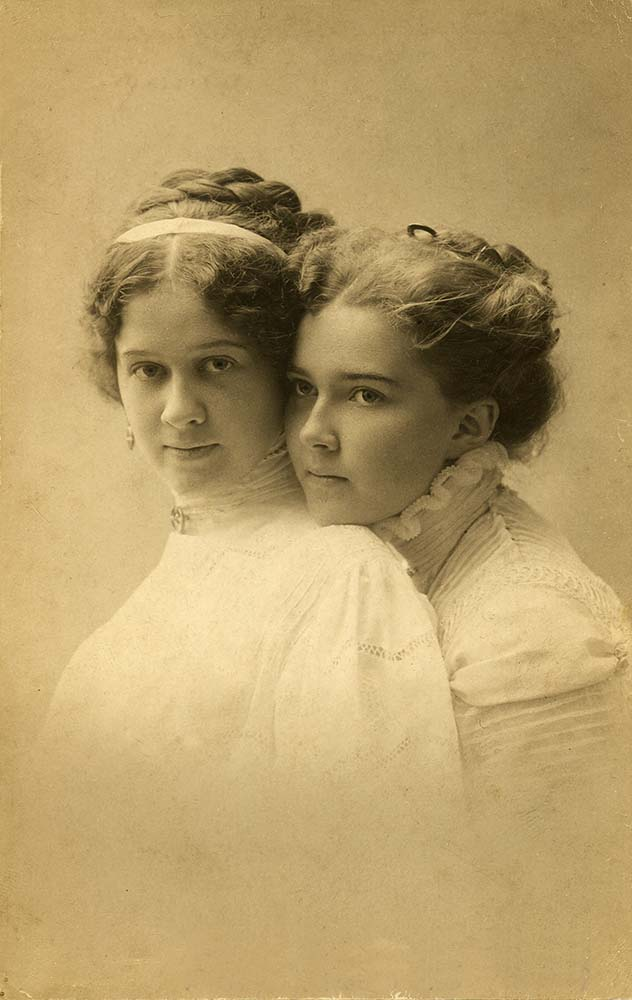
Ніна Іваницька із двоюрідною сестрою Надією Циганковою

Олексій Михайлович Іваницький був одружений з Анастасією Василівною Гладкою (1852—1942) — онукою Осипа Михайловича Гладкого, останнього кошового отамана Задунайської Січі. У них було четверо дітей: сини Вадим (1880—1945) та Олександр (1890—1973), доньки Зінаїда (1884—1967) та Ніна (1887—1983). Вадим був одружений двічі. Від першого шлюбу з Євгенією Євгенівною Головинською (1881—1943) він мав двох доньок: Христину (1905—1965) та Ірину (1914—1998). У другому шлюбі з Ніною Геннадіївною Плеською народився син Петро (1921—1983). Олександр був одружений з Євгенією Миколаївною Павловою. Вони мали двох дітей: Ірину (1926—1981) та Олексія (1928—2015). Дочка Ніна була одружена з Михайлом Миколайовичем Греченовським. Дітей вони не мали. Старша дочка Зінаїда була одружена з Яковом Івановичем Ковригою. У них народилися дочка Тетяна (1903) та син Ігор (1904—1954).
Усі фотографії родини, розміщені вище, зроблено у фотоательє О. М. Іваницького.

## Нагороди
- Золота медаль Всеросійської виставки у Харкові (1888) — за серію з 16 фотографій з Харківської сільськогосподарської виставки.
- Срібна медаль на згадку про відкриття Російського Музею Імператора Олександра III — за альбом зі знімками залізничної аварії 17 жовтня 1888 року та освячення на місці аварії Царського поїзда храму та каплиці.
- Срібна медаль III фотовиставки Імператорського російського технічного товариства (1891) — за чудові діапозитиви.
- 11 серпня 1893 р. ушанований Найвищою нагородою, перснем із двома діамантами — за фотографії відвідин Імператором Олександром III Спасова Скита 11 травня 1893 року.
- 8 квітня 1894 р. нагороджений срібною медаллю Московської IV фотовиставки V відділу Імператорського російського технічного товариства.
- Срібна медаль Московської фотовиставки (1896).
- Велика срібна медаль Міністерства фінансів — за чудово виконані портрети на V фотовиставці Імператорського російського технічного товариства (1898).
- 21 вересня 1898 року ушанований Найвищою нагородою, золотим перстнем із сапфіром, оточеним великими діамантами, — за альбом «із чудово художньо виконаними платинотипіями різних моментів перебування Його Величності та Государині Імператриці у Бірках» 20 серпня 1898 року.
- Срібна медаль від Російського фотографічного товариства на Міжнародній художньо-фотографічній виставці в Санкт-Петербурзі (1903).
- За два альбоми фотографій маневрів і параду в Курську за участю Імператора отримав подарунок від Миколи II — золоті запонки з Імператорською Короною, обсипані діамантами та смарагдами у червоному сап'яновому футлярі, прикрашеному державним гербом (1902).
- Двічі відзначений Імператорською нагородою: «За працьовитість та мистецтво».[6][7]

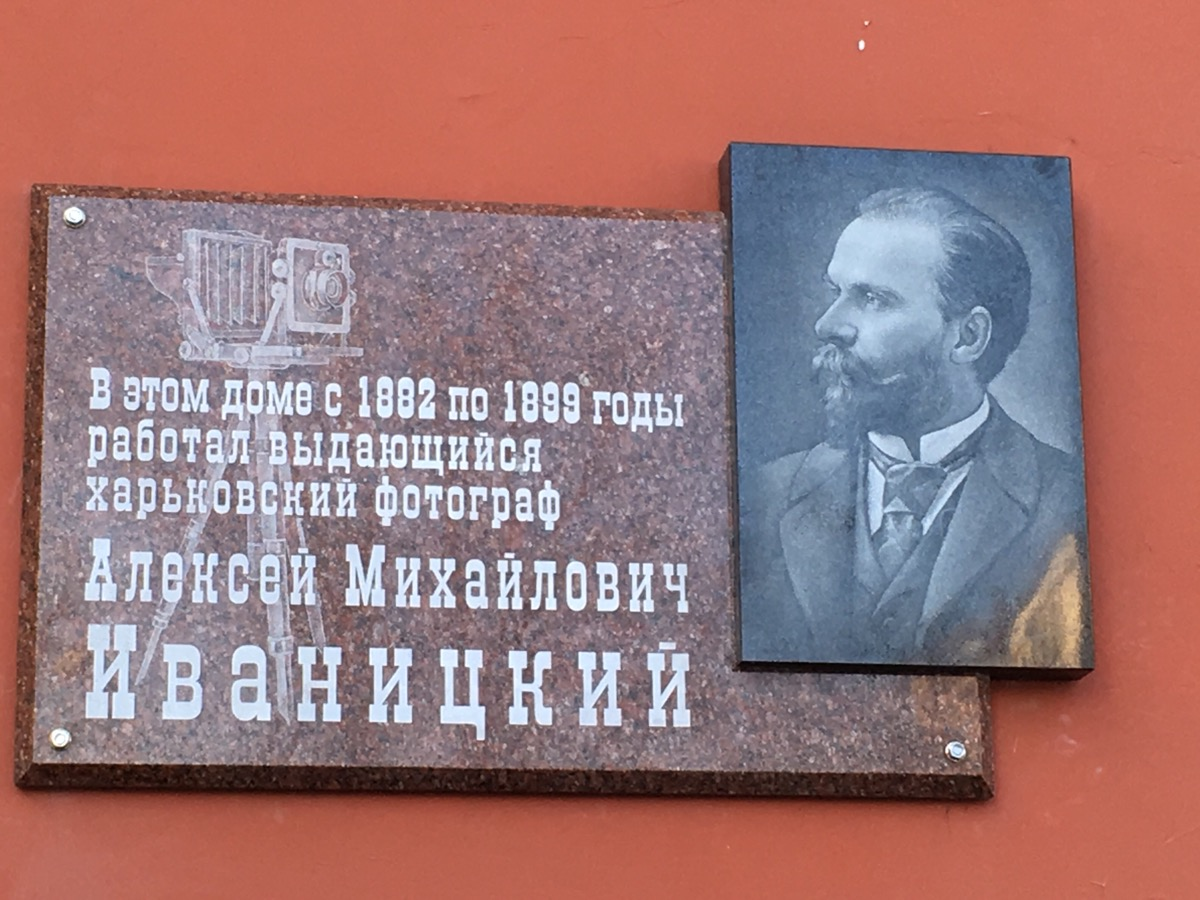
Меморіальна дошка в Харкові

## Вшанування пам'яті
- В Харкові, на будинку за адресою Полтавський Шлях 24, де колись була фотомайстерня Іваницького, встановлена меморіальна дошка.[13]
- Іменні стипендії Харківської обласної ради й ОДА в галузі культури та мистецтва. Стипендія імені Олексія Михайловича Іваницького в номінації фотомистецтво.[14]
- Деякі твори Іваницкого, зберігаються в історичному і художньому музеях Харкова, Харківському обласному архіві, Зміївському краєзнавчому музеї, Історико-меморіальному музеї Іллі Рєпіна в Чугуєві, будинку-музеї А.П. Чехова в Ялті.[1]